# سبخة مشيقيق
سبخة مشيقيق أو سبخة المشيقيق هي سبخة تقع بين ولايتي صفاقس وسيدي بوزيد، من الوسط الشرقي التونسي، شمال غربي مدينة بئر علي.
| سبخة مشيقيق |